# Calamaria crassa
Calamaria crassa este o specie de șerpi din genul Calamaria, familia Colubridae, descrisă de Lidth De Jeude în anul 1922. Conform Catalogue of Life specia Calamaria crassa nu are subspecii cunoscute.